# Agromyza parca
Agromyza parca este o specie de muște din genul Agromyza, familia Agromyzidae, descrisă de Spencer în anul 1986. Conform Catalogue of Life specia Agromyza parca nu are subspecii cunoscute.